# 倪建海
倪建海，1984年12月生于中华人民共和国浙江省，是一位中国艺术家，活跃于中国与意大利，2013年创办并出任意大利国际艺术交流协会(ASIA)会长。

## 生平
1984年生于浙江，2010年本科毕业于中国美术学院雕塑系，2017年硕士毕业于佛罗伦萨美术学院雕塑系。

## 作品
2008年，出版书籍《色调与表现》(浙江人民出版社)。

## 个展
- prima mostra di giovani artisiti a confronto Cina-Italia-美蒂奇宫；
- artour-o il must[7].